# Elezioni parlamentari in Romania del 2016
Le elezioni parlamentari in Romania del 2016 si tennero l'11 dicembre per il rinnovo della Camera dei deputati e del Senato.
Le elezioni si svolsero secondo i criteri fissati dalla nuova legge elettorale, approvata nel 2015. La normativa prevede il ritorno al voto di lista, già utilizzato fino alle elezioni del 2004. La nuova legge elettorale prevede una norma di rappresentanza di un deputato ogni 73.000 abitanti e un senatore ogni 168.000 abitanti, il che comporterà una diminuzione del numero di parlamentari: da 588 seggi complessivi a 466 seggi parlamentari (di cui 308 deputati, 18 deputati di minoranza e 134 senatori). I cittadini romeni residenti all'estero (diaspora) saranno ulteriormente rappresentati da quattro deputati e due senatori, eletti per la prima volta anche con il voto per corrispondenza che si aggiunge ai 417 seggi elettorali allestiti nelle ambasciate e consolati all'estero, di cui 73 seggi in Italia (paese con più seggi).
Tra le novità introdotte vi è anche la videosorveglianza nei seggi elettorali per vigilare sui brogli elettorali.

## Contesto
Il governo romeno di Victor Ponta (Partito Socialdemocratico) eletto nel 2012 è stato accusato di corruzione, evasione fiscale, riciclaggio di denaro e conflitto d'interessi, tanto che il premier è stato indagato a partire dal mese di giugno 2015. Dopo le proteste di massa, innescate da un incendio in una discoteca di Bucarest che causò molte vittime, Ponta si è dimesso nel novembre 2015, sostituito dal governo tecnico guidato da Dacian Cioloș, sostenuto dal PNL.

## Risultati

### Camera dei Deputati
| Liste                                                                                  | Liste                                                     | Liste    | Voti      | %     | Seggi | +/- (%) | +/- (Seggi) |
| -------------------------------------------------------------------------------------- | --------------------------------------------------------- | -------- | --------- | ----- | ----- | ------- | ----------- |
|                                                                                        | Partito Social Democratico                                | PSD      | 3 204 864 | 45,48 | 154   | [ 2 ]   | 4           |
|                                                                                        | Partito Nazionale Liberale                                | PNL      | 1 412 377 | 20,04 | 69    | [ 3 ]   | 31          |
|                                                                                        | Unione Salvate la Romania                                 | USR      | 625 154   | 8,87  | 30    |         |             |
|                                                                                        | Unione Democratica Magiara di Romania                     | UDMR     | 435 969   | 6,19  | 21    | 1,06    | 3           |
|                                                                                        | Alleanza dei Liberali e dei Democratici                   | ALDE     | 396 386   | 5,62  | 20    |         |             |
|                                                                                        | Partito del Movimento Popolare                            | PMP      | 376 891   | 5,35  | 18    |         |             |
|                                                                                        | Partito Romania Unita                                     | PRU      | 196 397   | 2,79  | -     |         |             |
|                                                                                        | Partito Grande Romania                                    | PRM      | 73 264    | 1,04  | -     | 0,20    | Stabile     |
|                                                                                        | Partito Ecologista Romeno                                 | PER      | 62 414    | 0,89  | -     | 0,11    | Stabile     |
|                                                                                        | Alleanza Nostra Romania                                   |          | 61 206    | 0,87  | -     |         |             |
|                                                                                        | Partito Socialista Romeno                                 | PSR      | 24 580    | 0,35  | -     | 0,32    | [ 6 ]       |
|                                                                                        | Partito dei Rom                                           | PR       | 13 126    | 0,18  | 1     | 0,09    | Stabile     |
|                                                                                        | Forum Democratico dei Tedeschi in Romania                 | FDGR     | 12 375    | 0,18  | 1     | 0,34    | Stabile     |
|                                                                                        | Unione Democratica degli Slovacchi e dei Cechi di Romania | UDSCR    | 6 545     | 0,09  | 1     | 0,02    | Stabile     |
|                                                                                        | Comunità dei Russi Lipoveni di Romania                    | CRLR     | 6 160     | 0,09  | 1     | 0,02    | Stabile     |
|                                                                                        | Unione Ellenica di Romania                                | UER      | 5 817     | 0,08  | 1     | 0,05    | Stabile     |
|                                                                                        | Unione Democratica Turca di Romania                       | UDTR     | 5 536     | 0,08  | 1     | 0,01    | Stabile     |
|                                                                                        | Associazione dei Macedoni di Romania                      | AMR      | 5 513     | 0,08  | 1     | 0,08    | Stabile     |
|                                                                                        | Unione Democratica dei Serbi di Romania                   | UDSR     | 5 468     | 0,08  | 1     | 0,03    | Stabile     |
|                                                                                        | Federazione delle Comunità Ebraiche di Romania            | FCER     | 5 069     | 0,07  | 1     | 0,06    | Stabile     |
|                                                                                        | Unione degli Armeni di Romania                            | UAR      | 4 868     | 0,07  | 1     | 0,07    | Stabile     |
|                                                                                        | Associazione Lega degli Albanesi di Romania               | ALAR     | 4 640     | 0,07  | 1     | 0,06    | Stabile     |
|                                                                                        | Unione Bulgara del Banato                                 | UBB      | 4 542     | 0,06  | 1     | 0,07    | Stabile     |
|                                                                                        | Unione dei Croati di Romania                              | UCR      | 3 532     | 0,05  | 1     | 0,03    | Stabile     |
|                                                                                        | Associazione degli Italiani di Romania                    | RO.AS.IT | 3 486     | 0,05  | 1     | 0,05    | Stabile     |
|                                                                                        | Unione dei Polacchi di Romania                            | UPR      | 3 355     | 0,05  | 1     | 0,05    | Stabile     |
|                                                                                        | Unione Culturale dei Ruteni di Romania                    | UCRR     | 2 824     | 0,04  | 1     | 0,03    | Stabile     |
|                                                                                        | Partito del Potere Umanista                               | PPU      | 2 599     | 0,04  | -     |         |             |
|                                                                                        | Partito Nuova Romania                                     |          | 1 764     | 0,03  | -     |         |             |
|                                                                                        | Unione degli Ucraini di Romania                           | UUR      | 1 172     | 0,02  | 1     | 0,07    | Stabile     |
|                                                                                        | Piattaforma Azione Civica dei Giovani                     |          | 609       | 0,01  | -     |         |             |
|                                                                                        | Partito Verde                                             | PV       | 566       | 0,01  | -     |         |             |
|                                                                                        | Partito dei Rom Democratici                               |          | 523       | 0,01  | -     |         |             |
|                                                                                        | Blocco dell'Unità Nazionale                               | BUN      | 518       | 0,01  | -     |         |             |
|                                                                                        | Partito Vrancea Nostra                                    |          | 511       | 0,01  | -     |         |             |
|                                                                                        | Indipendenti                                              | Ind.     | 76 764    | 1,09  | -     |         |             |
| Totale                                                                                 | Totale                                                    | Totale   | 7 047 384 |       | 329   |         | 83          |
| Fonte: Autorità Elettorale Permanente Archiviato il 4 agosto 2019 in Internet Archive. |                                                           |          |           |       |       |         |             |

| Voti nulli                  | 213 916    |
| Votanti (affluenza: 39,79%) | 7 323 368  |
| Aventi diritto voto         | 18 403 044 |

### Senato
| Liste                                                                                  | Liste                                   | Liste  | Voti      | %     | Seggi | +/- (%) | +/- (Seggi) |
| -------------------------------------------------------------------------------------- | --------------------------------------- | ------ | --------- | ----- | ----- | ------- | ----------- |
|                                                                                        | Partito Social Democratico              | PSD    | 3 221 786 | 45,68 | 67    | [ 2 ]   | 8           |
|                                                                                        | Partito Nazionale Liberale              | PNL    | 1 440 193 | 20,42 | 30    | [ 3 ]   | 20          |
|                                                                                        | Unione Salvate la Romania               | USR    | 629 375   | 8,92  | 13    |         |             |
|                                                                                        | Unione Democratica Magiara di Romania   | UDMR   | 440 409   | 6,24  | 9     | 1,01    | Stabile     |
|                                                                                        | Alleanza dei Liberali e dei Democratici | ALDE   | 423 728   | 6,01  | 9     |         |             |
|                                                                                        | Partito del Movimento Popolare          | PMP    | 398 791   | 5,65  | 8     |         |             |
|                                                                                        | Partito Romania Unita                   | PRU    | 207 977   | 2,95  | -     |         |             |
|                                                                                        | Partito Grande Romania                  | PRM    | 83 568    | 1,18  | -     | 0,29    | Stabile     |
|                                                                                        | Partito Ecologista Romeno               | PER    | 77 218    | 1,09  | -     | 0,31    | Stabile     |
|                                                                                        | Alleanza Nostra Romania                 |        | 66 774    | 0,95  | -     |         |             |
|                                                                                        | Partito Socialista Romeno               | PSR    | 32 808    | 0,47  | -     | 0,45    | [ 6 ]       |
|                                                                                        | Partito del Potere Umanista             | PPU    | 3 066     | 0,04  | -     |         |             |
|                                                                                        | Partito Nuova Romania                   |        | 2 349     | 0,03  | -     |         |             |
|                                                                                        | Blocco dell'Unità Nazionale             | BUN    | 739       | 0,01  | -     |         |             |
|                                                                                        | Partito Verde                           | PV     | 719       | 0,01  | -     |         |             |
|                                                                                        | Piattaforma Azione Civica dei Giovani   |        | 719       | 0,01  | -     |         |             |
|                                                                                        | Partito Vrancea Nostra                  |        | 652       | 0,01  | -     |         |             |
|                                                                                        | Partito dei Rom Democratici             |        | 648       | 0,01  | -     |         |             |
|                                                                                        | Partito Repubblicano di Romania         |        | 52        | 0,00  | -     |         |             |
|                                                                                        | Indipendenti                            | Ind.   | 21 395    | 0,30  | -     |         |             |
| Totale                                                                                 | Totale                                  | Totale | 7 052 966 |       | 136   |         | 40          |
| Fonte: Autorità Elettorale Permanente Archiviato il 4 agosto 2019 in Internet Archive. |                                         |        |           |       |       |         |             |

| Voti nulli                  | 205 973    |
| Votanti (affluenza: 39,79%) | 7 323 368  |
| Aventi diritto voto         | 18 403 044 |